# JaAZ-219
Der JaAZ-219 (russisch ЯАЗ-219) war ein schwerer dreiachsiger Lastwagen des sowjetischen Herstellers Jaroslawski Awtomobilny Sawod (russisch Ярославский автомобильный завод, kurz JaAZ bzw. ЯАЗ). Er ersetzte den JaAZ-210 und war gleichzeitig der letzte Lastkraftwagen, der in Jaroslawl entwickelt wurde. Nur knapp 2800 Exemplare wurden gefertigt, bevor die Produktion 1959 zu KrAZ verlagert wurde. Dort baute man den Lkw als KrAZ-219 nahezu identisch bis 1965 in Großserie.

## Fahrzeuggeschichte
Über die Geschichte des JaAZ-219 ist wenig bekannt. Klar ist, dass mit der Konstruktion der ältere JaAZ-210 abgelöst werden sollte. Die Serienfertigung begann 1957. Wesentliche Neuerung gegenüber dem Vorgänger war die Kabine, die zuvor schon beim JaAZ-214 eingeführt worden war. Die Kühlermaske war nun flach und durch ein zusätzliches Gitter geschützt, was die Fahrzeuge auch optisch von den früheren Generationen unterscheidet. Außerdem erhielt der Motor eine Leistungssteigerung um 15 PS auf nun 180 PS. Gleichzeitig konnte der Kraftstoffverbrauch auf 55 Liter pro 100 Kilometer gesenkt werden. Bremsen und Heizung wurden überarbeitet, auch die Form der Kotflügel änderte sich. Zusätzlich wurden verschiedene Teile standardisiert und die Federung verbessert.
Die Fertigung des Vorgängers wurde 1958 eingestellt. Im gleichen Jahr wurde auf politischer Ebene beschlossen, dass das Jaroslawler Werk fortan nur noch Dieselmotoren und Getriebe produzieren sollte. Die Lastwagenfertigung wurde daraufhin 1959 in die Ukrainische Sozialistische Sowjetrepublik zu KrAZ verlagert, der Name des Fahrzeugs änderte sich in KrAZ-219. An den Fahrzeugen änderte sich zunächst nichts, außer dem Kühleremblem. Die Bärenfigur auf der Motorhaube, das typische Erkennungszeichen für Lastwagen aus Jaroslawl, entfiel und der Schriftzug darunter wurde ausgetauscht. Erst 1963 wurde das Fahrzeug auch technisch bei KrAZ überarbeitet. Ob die Fertigung in Jaroslawl schon 1959 oder erst im zweiten Quartal 1960 eingestellt wurde, ist nicht völlig klar. Bekannt ist, dass in den zwei Jahren Produktionszeit 2769 Exemplare des JaAZ-219 entstanden, bevor die Produktion nach Krementschuk verlagert wurde.
Wie bereits beim Vorgänger gab es vom JaAZ-219 verschiedene Aufbauversionen, die erstmals eigene Typennummern erhielten. Der JaAZ-221 war eine Sattelzugmaschine, der JaAZ-222 ein Kipper. Beide wurden später ebenfalls bei KrAZ in Serie gebaut. Auf Basis des JaAZ-219 entstanden neben Pritschenwagen auch Fahrzeuge mit Spezialaufbauten, zum Beispiel Mobilkräne oder Tankwagen.

## Technische Daten
Für den JaAZ-219 mit Pritsche, soweit bekannt.
- Motor: Sechszylinder-Zweitakt-Dieselmotor
- Motortyp: JaAZ-M206A
- Leistung: 180 PS (132 kW)
- Hubraum: 6970 cm³
- Bohrung: 108 mm
- Hub: 127 mm
- Verdichtung: 16:1
- Motorölfüllmenge: 29 l
- Treibstoffverbrauch: 55 l/100 km
- Tankinhalt: 2×225 l
- Getriebe: mechanisches Schaltgetriebe, 5 Vorwärtsgänge, 1 Rückwärtsgang, erster Gang unsynchronisiert
- Kupplung: Einscheiben-Trockenkupplung
- Höchstgeschwindigkeit: 55 km/h
- Lichtmaschine: 12 V, 350 W
- pneumatische Lenkunterstützung
- Antriebsformel: 6×4

Abmessungen und Gewichte
- Länge: 9660 mm
- Breite: 2650 mm
- Höhe: 2620 mm
- Radstand: 5050 mm + 1400 mm
- Spurweite: 1950 mm vorne, 1920 mm hinten (Doppelbereifung)
- Länge Ladefläche: 5770 mm
- Breite Ladefläche: 2480 mm
- Höhe Ladeklappen: 824 mm
- Höhe des Bodens der Ladefläche über Straßenniveau: 1470 mm
- Wendekreis: 25 m Durchmesser
- Leergewicht: 11.300 kg
- Zuladung: 12.000 kg, 10.000 kg auf unbefestigten Straßen
- zulässiges Gesamtgewicht: 23.300 kg
- zulässige Anhängelast: 15.000 kg
- Reifengröße: 12,00-20"